# Otakar Šimůnek

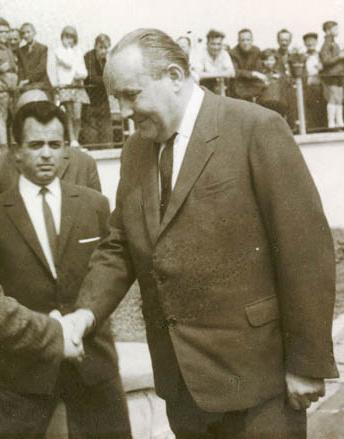
Otakar Šimůnek

Otakar Šimůnek (* 23. Oktober 1908 in Náchod, Böhmen; † 19. Juni 1972 in Prag) war ein tschechoslowakischer Politiker der Kommunistischen Partei der Tschechoslowakei (Komunistická strana Československa) (KSČ).

## Leben
Der Sohn eines Arbeiters studierte nach dem Schulbesuch Chemie und Ingenieurwissenschaften an einer Technischen Hochschule und war anschließend nicht nur als Ingenieur, sondern auch als Organisator in der Arbeiterkonsumgenossenschaft Včela tätig. Nach der Zerschlagung der Rest-Tschechei im März 1939 beteiligte sich Šimůnek, der 1934 Mitglied der Komunistická strana Československa (KSČ) wurde, an Aktionen der Untergrundbewegung gegen das Protektorat Böhmen und Mähren und gehörte auch zu den Teilnehmern am Aufstand in Prag im Mai 1945.
Nach dem Zweiten Weltkrieg übernahm er zahlreiche Ämter innerhalb der Regierung und der Parteiführung in der Tschechoslowakei. Zwischen Dezember 1951 und Juni 1954 war er Minister für die Chemische Industrie, nachdem er zuvor bereits einige Zeit Vize-Minister für die Chemische Industrie war.
Danach war er vom 22. Juni 1954 bis zu seiner Ablösung durch Alois Indra am 11. Juli 1962 auch Vorsitzender der Staatlichen Planungskommission im Rang eines Ministers. Zugleich wurde er auf dem X. Parteitag der KSČ zum Kandidaten des Politbüros sowie Mitglied des Zentralkomitees der KSČ gewählt, ehe er auf dem XI. Parteitag der KSČ Mitglied des Politbüros des ZK wurde. In dieser Funktion war er Gastredner auf dem V. Parteitag der SED im Juli 1958 in der Werner-Seelenbinder-Halle in Ost-Berlin und bekräftigte in seiner Begrüßungsansprache die feste Verbundenheit beider Länder unter Führung ihrer Parteien im gemeinsamen Kampf um die Durchsetzung einer atomwaffenfreien Zone in Europa, gegen die Gefahr eines Atomkrieges, die vor allem von Westdeutschland ausgeht.
Zuletzt war er von März 1959 bis zum Prager Frühling im April 1968 auch Stellvertreter des Ministerpräsidenten der Tschechoslowakei in den Regierungen von Viliam Široký und Jozef Lenárt.
Am 25. November 1959 unterzeichnete er mit Heinrich Rau, dem Minister für Außenhandel und innerdeutschen Handel der DDR, eine Handels- und Navigationsabkommen zwischen der ČSSR und der DDR. 1962 war er Leiter der tschechoslowakischen Delegation auf der Leipziger Messe. Zugleich war er zeitweise Vorsitzender der Staatlichen Kommission für wirtschaftliche und wissenschaftlich-technische Zusammenarbeit und stattete in dieser Funktion Österreich Ende 1965 einen Arbeitsbesuch ab. Daneben war er Vertreter der Tschechoslowakei im Rat für gegenseitige Wirtschaftshilfe. Gleichwohl verlor er Mitte der 1960er Jahre zunehmend an Einfluss als Wirtschaftsfachmann an jüngere Parteifunktionäre.
Im Dezember 1967, kurz vor Beginn des Prager Frühlings, gehörte Šimůnek im Politbüro neben Bohuslav Laštovička, Michal Chudík und Jozef Lenárt zu den Unterstützern des konservativen Ersten Sekretärs der KSČ und Staatspräsidenten Antonín Novotný, während zu Novotnýs liberalen Gegnern Alexander Dubček, Oldřich Černík, Drahomír Kolder, Jiří Hendrych und Jaromír Dolanský zählten, wobei Kolder später zu den stärksten Befürwortern der Niederschlagung des Prager Frühlings zählte und Mitunterzeichner des sogenannten Einladungsbriefes war, in dem führende tschechoslowakische Politiker die Sowjetunion um Hilfe baten. Im Politbüro entstand somit eine „Pattsituation“.
Im Rahmen der Veränderungen im Zuge des Prager Frühlings verlor er schließlich am 5. April 1968 auch seine Funktion als Mitglied des Politbüros.

## Veröffentlichungen
- International Economic Relations and Competition of the Two Systems. In: International Affairs. Band 8, Nr. 12, 1962, S. 17–22 (online).
- Czechoslovakia in the CMEA System. In: International Affairs. Band 14, Nr. 2, 1968, S. 22–26 (online).